# Un giorno in pretura (album)
Un giorno in pretura è un album di Benito Urgu registrato nel 1989. Si tratta di una parodia dell'omonimo programma televisivo. Uscito inizialmente in musicassetta, è stato ristampato su CD nel 2003 da Frorias Edizioni.

## Tracce
Lato A
1. Un giorno in pretura (parte prima) – 30:25

Lato B
1. Un giorno in pretura (parte seconda) – 29:19

## Personaggi ed interpreti
- Giudice: Pier Francesco Loche
- P.M.: Alverio Cau
- Avvocato: Alessandro Fois
- Cancelliere: Michela Mazzeu
- Imputato, accusa, testimoni e inquisitore: Benito Urgu